# Clisson
Clisson é uma comuna francesa na região administrativa da Pays de la Loire, no departamento de Loire-Atlantique, no oeste da França. 

Brasão de armas de Clisson.